# ソーテルヌ (ワイン)

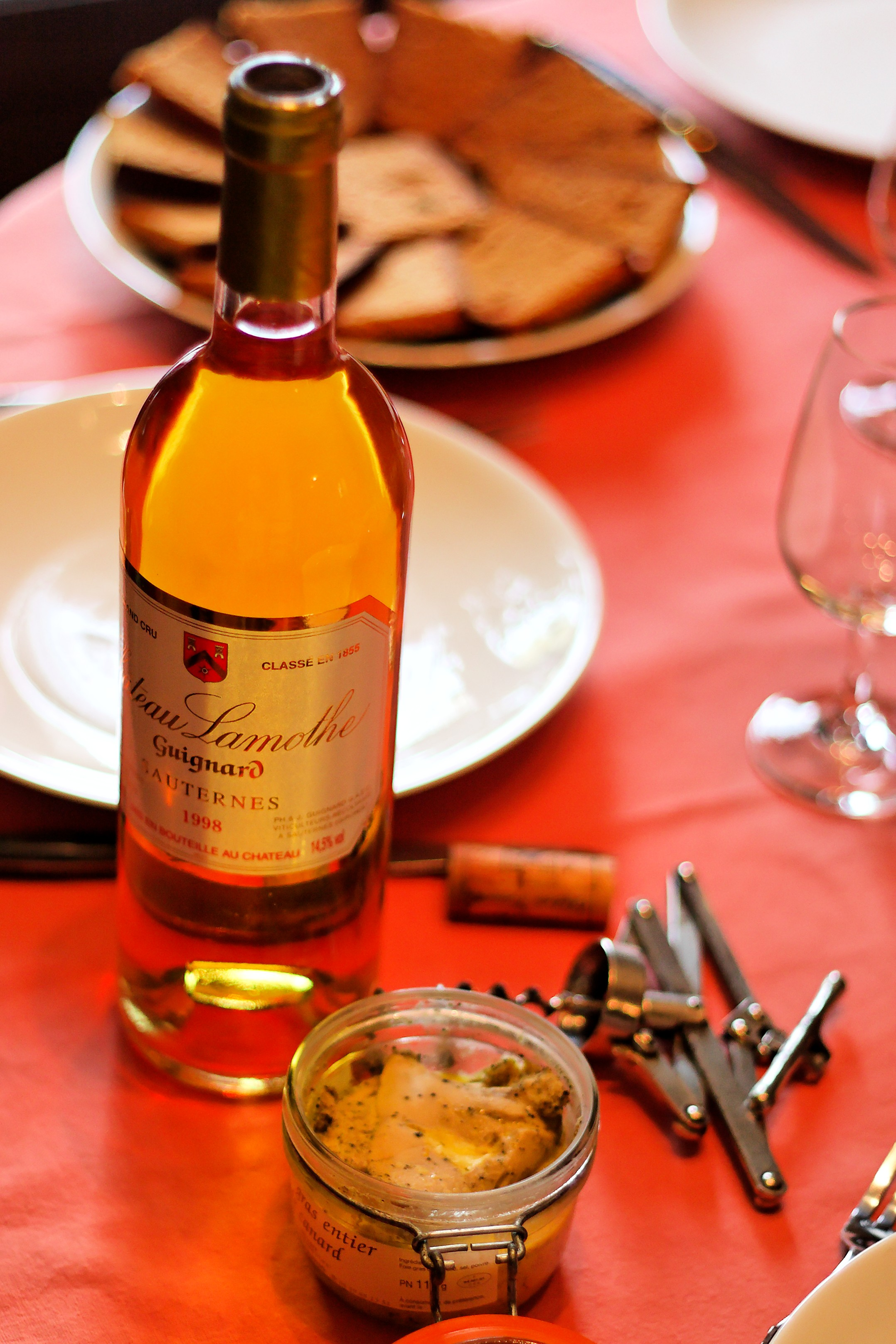
ソーテルヌのワイン

ソーテルヌ （Sauternes）は、フランスのAOCワインの1つである。極甘口の貴腐ワインを産出し、トロッケンベーレンアウスレーゼ、トカイと並んで世界三大貴腐ワインと称される。
ガロンヌ川左岸のコミューンであるソーテルヌとその北に続くボンム、フォルグ、プレイニャック、バルサックの5つの村で生産される。近くにはガロンヌ川の支流であるシロン川が存在するが、この川の存在により朝に霧が発生しやすく午後には晴天に恵まれることから、貴腐が生じるにあたり適した気候である。ソーテルヌ、ボンム、ファルグ、プレニャックはシロン川右岸に存在し、砂利層で覆われている。対して、シロン川左岸に存在するバルサックの土壌は石灰岩質である。
ブドウ品種は主として果皮が薄く貴腐化しやすいセミヨンが用いられるほか、ソーヴィニヨン・ブラン、ソーヴィニヨン・グリ、ミュスカデルも仕様が認められている。AOCの規定では、甘口の白ワインのみが生産可能である。
ソーテルヌの格付けは、1855年にメドックと同時に行われた。特別1級（Premier Cru Supérieur) に唯一シャトー・ディケムが、1級 (Premier Cru) に11の生産者が、2級 (Deuxième Cru) に13の生産者が選ばれている。
極甘口のワインであるため、通常の白ワインよりも低い温度で飲むのが望ましいとされる。ブルーチーズやフォアグラのほか、甘いデザートと合わせることもできる。